# Trox salebrosus
Trox salebrosus is een keversoort uit de familie beenderknagers (Trogidae). De wetenschappelijke naam van de soort is voor het eerst geldig gepubliceerd in 1872 door Macleay.